# Пехливан, Ясин
Яси́н Пехлива́н (нем. Yasin Pehlivan; род. 5 января 1989, Вена) — австрийский футболист, полузащитник клуба «Искендерун».

## Клубная карьера
Пехливан начинал своё обучение футболу в команде «Оттакринг». С 2000 по 2002 года он обучался в школе команды «Фёрст», в 2002 году перешёл в команду «Рапид», где и начал свою карьеру. Дебютировал в составе 22 февраля 2009 года в игре против «Ред Булла». 14 марта 2009 года забил свой первый гол в ворота команды «Капфенберг» (итоговая победа 6:0). По итогам сезона получил награду лучшему молодому футболисту Австрии.

## Выступления за сборную
В марте 2009 года приглашался в молодёжную сборную Австрии. В составе взрослой команды дебютировал 1 апреля 2009 года в игре против Румынии.

## Личная жизнь
Сын турецких эмигрантов.